# North Foreland
North Foreland est un cap de craie sur la côte du Kent, au sud-est de l'Angleterre.
North Foreland forme l'extrémité est de l'île de Thanet et offre une vue sur le sud de la mer du Nord.
Un phare classé s'y situe.